# Atletik under sommer-OL 2016 - 3000 meter forhindringsløb (damer)
3000 meter forhindringsløb for damer under Sommer-OL 2016 fandt sted den 13. august og 15. august 2016. 

## Medaljefordeling
| Medaljetagere | Medaljetagere  | Medaljetagere | Medaljetagere |
| ------------- | -------------- | ------------- | ------------- |
| Guld          | Sølv           | Bronze        |               |
| Ruth Jebet    | Hyvin Jepkemoi | Emma Coburn   |               |

## Turneringsformat
Konkurrencen blev afviklet med indledende heats og finale. Efter de tre indledende heats gik de fire bedste fra hvert heat og de tre bedste tider direkte til finalen, hvor medaljerne blev fordelt. 

## Tidsplan
Nedenstående tabel viser tidsplanen for afvikling af konkurrencen:
| Dato       | Tid   | Runde  |
| ---------- | ----- | ------ |
| 13. august | 10:05 | Heats  |
| 15. august | 10:25 | Finale |

## Resultater

### Heat 1
| Placering | Atlet                    | Nationalitet | Resultat | Note |
| --------- | ------------------------ | ------------ | -------- | ---- |
| 1         | Ruth Jebet               | Bahrain      | 9:12.62  | Q    |
| 2         | Sofia Assefa             | Etiopien     | 9:18.75  | Q    |
| 3         | Gesa Felicitas Krause    | Tyskland     | 9:19.70  | Q    |
| 4         | Colleen Quigley          | USA          | 9:21.82  | q    |
| 5         | Lydia Rotich             | Kenya        | 9:30.21  | q    |
| 6         | Mariya Shatalova         | Ukraine      | 9:30.89  | PB   |
| 7         | Peruth Chemutai          | Uganda       | 9:31.03  | PB   |
| 8         | Charlotta Fougberg       | Sverige      | 9:31.16  |      |
| 9         | Özlem Kaya               | Tyrkiet      | 9:32.03  |      |
| 10        | Sviatlana Kudzelich      | Hviderusland | 9:32.93  |      |
| 11        | Fadwa Sidi Madane        | Marokko      | 9:32.94  |      |
| 12        | Diana Martín             | Spanien      | 9:44.07  |      |
| 13        | Ingeborg Løvnes          | Norge        | 9:44.85  |      |
| 14        | Kerry O'Flaherty         | Irland       | 9:45.35  |      |
| 15        | Juliana Paula dos Santos | Brasilien    | 9:45.95  |      |
| 16        | Erin Teschuk             | Canada       | 9:53.70  |      |
| 17        | Anju Takamizawa          | Japan        | 9:58.59  |      |

### Heat 2
| Placering | Atlet              | Nationalitet | Resultat | Note |
| --------- | ------------------ | ------------ | -------- | ---- |
| 1         | Beatrice Chepkoech | Kenya        | 9:17.55  | Q    |
| 2         | Emma Coburn        | USA          | 9:18.12  | Q    |
| 3         | Habiba Ghribi      | Tunesien     | 9:18.71  | Q    |
| 4         | Lalita Babar       | Indien       | 9:19.76  | q    |
| 5         | Madeline Hills     | Australien   | 9:24.16  | q    |
| 6         | Fabienne Schlumpf  | Schweiz      | 9:30.54  | q    |
| 7         | Hiwot Ayalew       | Etiopien     | 9:35.09  |      |
| 8         | Matylda Kowal      | Polen        | 9:35.13  | PB   |
| 9         | Sanaa Koubaa       | Tyskland     | 9:35.15  | PB   |
| 10        | Victoria Mitchell  | Australien   | 9:39.40  |      |
| 11        | Michelle Finn      | Irland       | 9:49.45  |      |
| 12        | Tigist Mekonen     | Brunei       | 9:49.92  |      |
| 13        | Maria Bernard      | Canada       | 9:50.17  |      |
| 14        | Meryem Akda        | Tyrkiet      | 9:50.28  |      |
| 15        | Sandra Eriksson    | Finland      | 9:56.77  |      |
| 16        | Luiza Gega         | Albanien     | 9:58.49  |      |
| 17        | Nastassia Puzakova | Hviderusland | 10:14.08 |      |
| 18        | Amina Bettiche     | Algeriet     | 10:26.91 |      |

### Heat 3
| Placering | Atlet                | Nationalitet   | Resultat | Note |
| --------- | -------------------- | -------------- | -------- | ---- |
| 1         | Hyvin Jepkemoi       | Kenya          | 9:24.61  | Q    |
| 2         | Genevieve LaCaze     | Australien     | 9:26.25  | Q    |
| 3         | Courtney Frerichs    | USA            | 9:27.02  | Q    |
| 4         | Geneviève Lalonde    | Canada         | 9:30.24  | q    |
| 5         | Zhang Xinyan         | Kina           | 9:31.47  |      |
| 6         | Anna Emilie Møller   | Danmark        | 9:32.68  | EJR  |
| 7         | Etenesh Diro         | Etiopien       | 9:34.70  | q    |
| 8         | Aisha Praught        | Jamaica        | 9:35.79  | q    |
| 9         | Sudha Singh          | Indien         | 9:43.29  |      |
| 10        | Salima Elouali Alami | Marokko        | 9:44.83  |      |
| 11        | Eliane Saholinirina  | Madagaskar     | 9:45.92  |      |
| 12        | Sara Louise Treacy   | Irland         | 9:46.24  | q    |
| 13        | Ancuța Bobocel       | Rumænien       | 9:46.28  |      |
| 14        | Tuğba Güvenç         | Tyrkiet        | 9:49.93  |      |
| 15        | Maya Rehberg         | Tyskland       | 9:51.73  |      |
| 16        | Belén Casetta        | Argentina      | 9:51.85  |      |
| 17        | Lennie Waite         | Storbritannien | 10:14.18 |      |

### Finale
| Placering | Atlet                 | Nationalitet | Resultat | Note |
| --------- | --------------------- | ------------ | -------- | ---- |
| 1         | Ruth Jebet            | Bahrain      | 8:59.75  |      |
| 2         | Hyvin Jepkemoi        | Kenya        | 9:07.12  |      |
| 3         | Emma Coburn           | USA          | 9:07.63  |      |
| 4         | Beatrice Chepkoech    | Kenya        | 9:16.05  | PB   |
| 5         | Sofia Assefa          | Etiopien     | 9:17.15  |      |
| 6         | Gesa Felicitas Krause | Tyskland     | 9:18.41  | PB   |
| 7         | Madeline Hills        | Australien   | 9:20.38  | PB   |
| 8         | Colleen Quigley       | USA          | 9:21.10  | PB   |
| 9         | Genevieve LaCaze      | Australien   | 9:21.21  | PB   |
| 10        | Lalita Babar          | Indien       | 9:22.74  |      |
| 11        | Courtney Frerichs     | USA          | 9:22.87  |      |
| 12        | Habiba Ghribi         | Tunesien     | 9:28.75  |      |
| 13        | Lydia Rotich          | Kenya        | 9:29.90  |      |
| 14        | Aisha Praught         | Jamaica      | 9:34.20  |      |
| 15        | Etenesh Diro          | Etiopien     | 9:38.77  |      |
| 16        | Geneviève Lalonde     | Canada       | 9:41.88  |      |
| 17        | Sara Louise Treacy    | Irland       | 9:52.70  |      |
| 18        | Fabienne Schlumpf     | Schweiz      | 9:59.30  |      |